# Melieria mongolica
Melieria mongolica är en tvåvingeart som beskrevs av Soos 1971. Melieria mongolica ingår i släktet Melieria och familjen fläckflugor.
Artens utbredningsområde är Mongoliet. Inga underarter finns listade i Catalogue of Life.